# Atilio Ancheta
Atilio Genaro Ancheta Weigel (født 19. juli 1948) er en tidligere uruguayansk fodboldspiller, der som forsvarsspiller repræsenterede Uruguays landshold ved VM i 1970 i Mexico, hvor holdet nåede semifinalerne. Han spillede i alt 20 landskampe mellem 1969 og 1971.
Ancheta spillede på klubplan primært for Nacional i hjemlandet og brasilianske Grêmio. Med Nacional var han med til at vinde tre uruguayanske mesterskaber, samt Copa Libertadores i 1971.